# James Mayhew
James John Mayhew (Stamford, Lincolnshire, 1964) és un conegut il·lustrador i autor anglès de llibres infantils, narrador, artista en directe.

## Biografia
Va créixer a Blundeston, Suffolk. Quan va deixar l'escola Mayhew va estudiar a l'escola d'art de Lowestoft, entre 1982 i 1984, i posteriorment a la facultat d'art de Maidstone (actualment la Universitat per a les Arts Creatives). El 1987 es va graduar en belles arts amb matrícula d'honor en il·lustració i va continuar estudiant escenografia. L'estiu de 1982 a Lowestoft, mentre recreava famoses obres d'art a l'asfalt es va inspirar pel seu primer llibre, que desenvoluparia a la facultat d'art de Maidstone el 1984.

## Carrera professional
El seu primer treball publicat va ser Katie's Picture Show (1989), inici d'una sèrie de contes sobre una nena que investiga pintures famoses i hi entra dins. Hi ha 13 títols d'aquesta sèrie, que inclou Katie's London Christmas. El 2014 Mayhew va tornar a il·lustrar el primer dels contes en una edició especial 25è aniversari. L'abril de 2013 es va estrenar a l'Ashcroft Theatre del barri de Croydon del sud de Londres la producció musical Katie and the Mona Lisa, i va repetir al Edinburgh Fringe l'any 2015 amb una producció revisada. Katie in London va ser un dels cinquanta llibres pel projecte londinenc Books about Town de 2014 amb el que publicacions famoses eren recreats en bancs. Mayhew va pintar a mà el seu banc, que es va instal·lar a prop de la Torre de Londres fins que es va subhastar l'octubre de 2014.
James Mayhew ha publicat més de 50 títols, incloent-hi la sèrie de Ella Bella Ballerina, Miranda the Castaway, BOY, les il·lustracions del llibres de Mouse and Mole (que han estat animats per al canal de televisió BBC amb les veus d'Alan Bennett, Richard Briers i Imelda Staunton), Koshka's Tales (una col·lecció de contes tradicionals russos), Can you see a Little Bear? (il·lustrat per Jackie Morris) i Bubble and Squeak (amb il·lustracions de Clara Vulliamy). Mayhew ha publicat també al Japó, Xina, Corea, Alemanya, França, Grècia, Estònia, Espanya, Escandinàvia, Rússia, Turquia i alguns països d'Amèrica, entre d'altres. També ha escrit guions per a la televisió (Melody; Driver Dan's Story Train).

## Premis
El 1994 va rebre el premi The New York Times per The Boy and the Cloth of Dreams, escrit per Jenny Koralek, com un dels deu millors àlbums il·lustrats de l'any. El títol Shakespeare's Storybook (una col·laboració amb Patrick Ryan) va rebre el Aesop Accolade per part de la Societat Folklòrica Americana l'any 2002. El 2011 Mayhew va convertir-se en el primer il·lustrador en aparèixer a la sèrie de la BBC Authors Live amb el Scottish Book Trust.

## Presentador de concerts
Mayhew també ha ideat i presentat concerts de música clàssica per a infants amb diferents orquestres, conjunts i solistes. Aquestes sessions incorporen narració i la projeccií de la il·lustració en directe, pintant al mateix temps que sona la música. Els primers concerts són els de Peter and the Wolf i The Firebird l'any 2007. Altres concerts han estat Swan Lake, Pictures at an Exhibition, The Young Person's Guide to the Orchestra, The Planets, William Tell i Scheherazade. També ha participat en actuacions en cercavila al Royal Opera House de Londres i l'any 2006 va debutar al Royal Albert Hall.
Les col·laboracions de l'autor també inclouen concerts amb el Carducci Quartet, l'Orquestra de Compositors de Singapore, la Docklands Sinfonia, els especialistes barrocs Realm of Music, i el pianista rus Alexander Ardakov. El 2013 Mayhew va dissenyar els decorats i el vestuari de la gran producció de l'òpera Noye's Fludde a Tewkesbury Abbey per celebrar el centenari de Benjamin Britten, i també com a director convidat al Cheltenham Music Festival del 2013.
L'il·lustrador és l'assessor artístic de The Són Project, l'orquestra de cambra professional de Southampton.

## Altres projectes
James Mayhew ha estat convidat com a conferenciant a festivals, xerrades i a escoles a nivell internacional i l'any 2014 va ser l'il·lustrador resident a la Fira Internacional del Llibre d'Edimburgh. Ha exposat a diferents sales i galeries, com a l'Scottish National Gallery durant els anys 2010 i 2014/15. L'autor també dona classes la il·lustració per a llibres infantils a la Universitat Anglia Ruskin de Cambridge i ha estat titular de cursos d'escriptura a la Fundació Arvon.

## Llibres escrits o il·lustrats
- Katie and the Bathers
- Katie and the Dinosaurs
- Katie and the Starry Night
- Katie and the Mona Lisa
- Katie and the Sunflowers
- Katie in London
- Katie and the Impressionists
- Katie's Picture Show
- Katie and the Spanish Princess
- Katie and the Waterlily Pond
- Katie in Scotland
- Katie and the British Artists
- Katie's London Christmas
- Who Wants a Dragon? (il·lustrat per Lindsey Gardiner)
- When Dragons are Dreaming (il·lustrat per Lindsey Gardiner)
- Bubble & Squeak (il·lustrat per Clara Vulliamy)
- Can you see a Little Bear? (il·lustrat per Jackie Morris)
- Starlight Sailor (il·lustrat per Jackie Morris)
- Koshka's Tales - stories from Russia
- Ella Bella Ballerina and The Sleeping Beauty
- Ella Bella Ballerina and Swan Lake
- Ella Bella Ballerina and Cinderella
- Ella Bella Ballerina and The Nutcracker
- Ella Bella Ballerina and A Midsummer Night's Dream
- Madame Nightingale Will Sing Tonight
- Dare You!
- Miranda the Explorer
- Miranda the Castaway
- The magic Sword
- BOY
- The Knight who Took All Day
- To Sleep, Perchance to Dream (Shakespeare)
- Shakespeare's Stories (reeditat per Beverely Birch)
- Barefoot Book of Stories from the Opera (reeditat per Shahrukh Husein)
- Shakespeare's Story Book - Folk Tales that inspired the Bard (reeditat per Patrick Ryan)
- Pinocchio (reeditat per Josephine Poole)
- Mouse And Mole (per Joyce Dunbar)
- Mouse And Mole have a Party (per Joyce Dunbar)
- A very special Mouse And Mole (per Joyce Dunbar)
- Happy Days for Mouse And Mole (per Joyce Dunbar)
- The Boy And The Cloth Of Dreams (per Jenny Koralek)
- The Cloth of Dreams (antologia editada per Sally Grindley)
- Tales of Ghostly Ghouls and Haunting Horrors (escrit per Martin Waddell)
- Boneless and the Tinker
- Death and the Neighbours
- Gallows Hill
- Soft Butler's Ghost